# A100型自行火箭炮
A100型自行火箭炮是中國在1990年代研製的一款出口型300毫米远程多管火箭炮系统。或是其早期原型车与后来進入解放軍服役的PHL-03自行火箭炮的原型车同时研发的（或许是300毫米自行火箭炮项目原型车之一），后转为外贸出口型号。初期為無導引型，采用的是初始段简易惯性制导、姿态控制、弹体旋转稳定和自动修正技术，射程120公里。然後又開發出導引型，通过姿态控制套件，發射後三秒便能計算預定彈道與實際飛行軌跡的偏差，並以火箭發動機進行修正。
1980年代中後期解放軍意圖發展一種長程多管火箭以和美國MLRS抗衡，當時有四家軍工機構參與競標，包括127廠（齐齐哈尔和平机器厂）、中国航天科工七院、中國航天科技二院、彈箭武器研究所。航天二院最後研發出A-100型車，底盤採TAS-5380 8X8重型卡車作為載具。有效射程大約在120km，2000年時公開發表。巴基斯坦在2007年簽約購買相當於一個營的A-100多管火箭系統（36輛） ，巴基斯坦並獲得了授權生產。

## 使用國

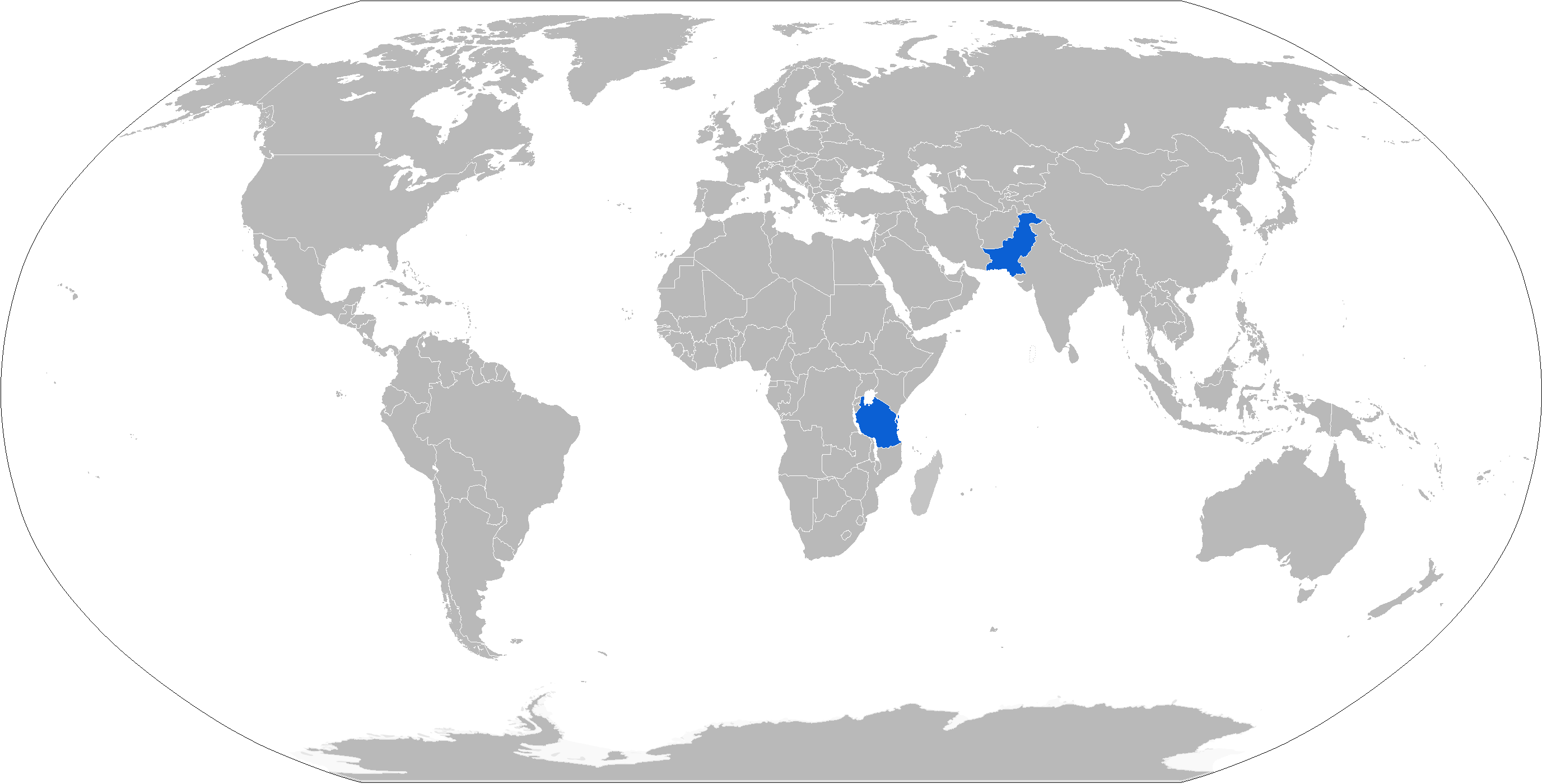
有购买使用A100的国家

- 巴基斯坦 - 巴基斯坦陸軍 - 至少800輛，部分由巴基斯坦自行生產。
- 坦桑尼亚 -  坦桑尼亚人民国防军[1][2]

### 變種版本
- 白俄羅斯 - 由白俄羅斯和中國聯合研製，大量使用中國A100型的技術及白俄羅斯的重型越野車，在當地稱為波罗乃兹火箭炮。[3][4]

### 競選失敗
- 中國 - A-100 MRL曾在2002年被中國人民解放軍試驗，但最終落選轉而選擇了PHL-03自行火箭炮[5]。